# Kõue kommun
Kõue kommun (estniska: Kõue vald) var en tidigare kommun i landskapet Harjumaa i norra Estland. Kommunen var belägen cirka 50 kilometer sydöst om huvudstaden Tallinn. Småköpingen Ardu utgjorde kommunens centralort.
Kommunen uppgick den 26 oktober 2013 i Kose kommun.

## Geografi

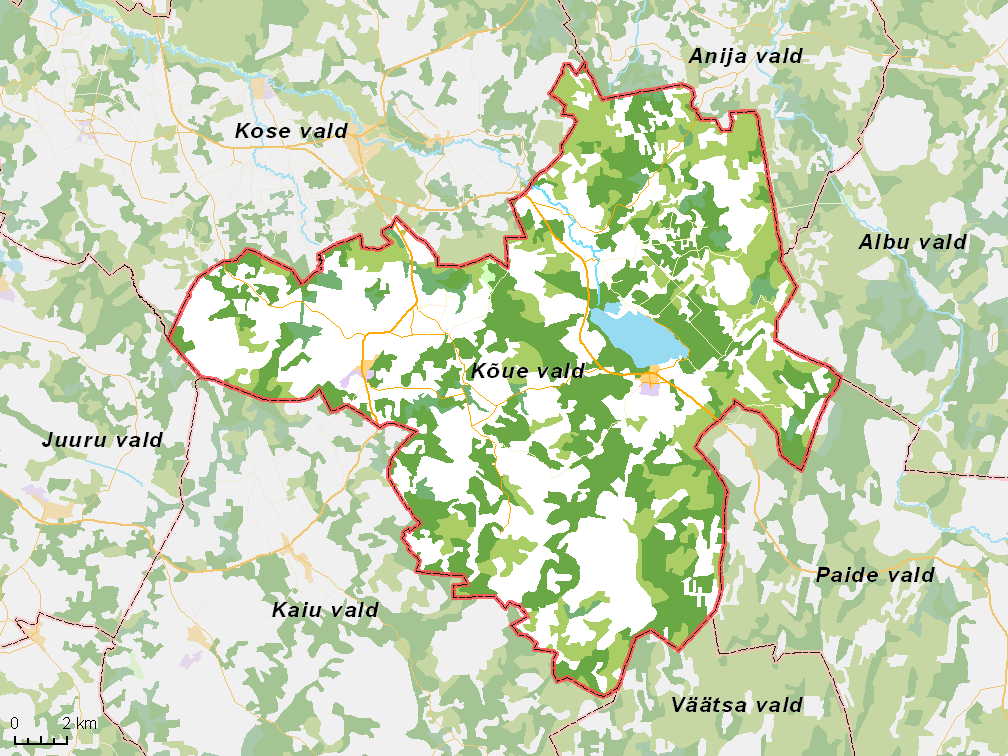
Översiktlig karta över den tidigare kommunen.

## Orter
I Kõue kommun fanns två småköpingar och 36 byar.

### Småköpingar
- Ardu (centralort)
- Habaja

### Byar
- Aela
- Alansi
- Harmi
- Kadja
- Kantküla
- Katsina
- Kirivalla
- Kiruvere
- Kukepala
- Kõrvenurga
- Kõue
- Laane
- Leistu
- Lutsu
- Lööra
- Marguse
- Nutu
- Nõmmeri
- Ojasoo
- Pala
- Paunaste
- Paunküla
- Puusepa
- Rava
- Riidamäe
- Rõõsa
- Saarnakõrve
- Sae
- Silmsi
- Sääsküla
- Triigi
- Uueveski
- Vahetüki
- Vanamõisa
- Virla
- Äksi